# کلاهبرداران (فیلم ۲۰۱۴)
کلاهبرداران (انگلیسی: The Con Artists; کره‌ای: 기술자들) فیلم سال ۲۰۱۴ کره جنوبی در ژانر سرقت به کارگردانی کیم هونگ سون و با بازی کیم وو-بین، کیم یونگ-چول، کو چانگ-سوک و لی هیون-وو است.

## تولید
فیلم‌برداری در مارس ۲۰۱۴ در گوانگیانگ، اینچئون و سئول آغاز شد و در اوت ۲۰۱۴ به پایان رسید.
این فیلم اولین اثر کره‌ای بود که در شهر ابوظبی، با لوکیشن‌هایی در فرودگاه بین‌المللی ابوظبی، قصر امارات و هیلتون کپیتال گرند فیلم‌برداری شد.